# Garcinia tanzaniensis
Garcinia tanzaniensis är en tvåhjärtbladig växtart som beskrevs av Bernard Verdcourt. Garcinia tanzaniensis ingår i släktet Garcinia och familjen Clusiaceae. Inga underarter finns listade i Catalogue of Life.